# Явейн, Игорь Георгиевич
Игорь Гео́ргиевич Яве́йн (20 сентября [3 октября] 1903, Санкт-Петербург — 23 сентября 1980, Ленинград) — советский архитектор, теоретик и практик транспортной архитектуры, доктор архитектуры, профессор. По его проектам построено свыше 100 вокзалов (в Великом Новгороде, Курске, Латвии и др.).

## Биография
Игорь Явейн родился 20 сентября 1903 года в Санкт-Петербурге в семье Георгия Юльевича Явейна (1863, Петербург — 30 августа 1920, Нарва) — врача-эпидемиолога и Поликсены Несторовны Шишкиной. В марте 1932 года участвовал во Всесоюзном конкурсе реконструкции Курского вокзала в Москве. После войны разработал серию проектов железнодорожных вокзалов для Казахстана, Новгорода, Курска. В 1963 году успешно защитил докторскую диссертацию на тему «Вопросы проектирования железнодорожных вокзалов». С 1969 года возглавил кафедру архитектуры в Ленинградском институте инженеров железнодорожного транспорта. На этой кафедре он проработал до конца жизни, скончался 23 сентября 1980 года.

## Вклад в архитектуру
- Проект Центрального (Курского) вокзала в Москве. Высшая (вторая) премия на Всесоюзном конкурсе, 1932 г. (Первая премия не присуждалась[3])
- Проект вокзала Ленинград-Центральный, 1929 г.
- Проект вокзала в Новосибирске. Вторая премия на Всесоюзном конкурсе, 1930 г.
- Жилой дом специалистов «Свирьстроя», 1933—1938 гг., Санкт-Петербург, Малый проспект П. С., 84—86[4].

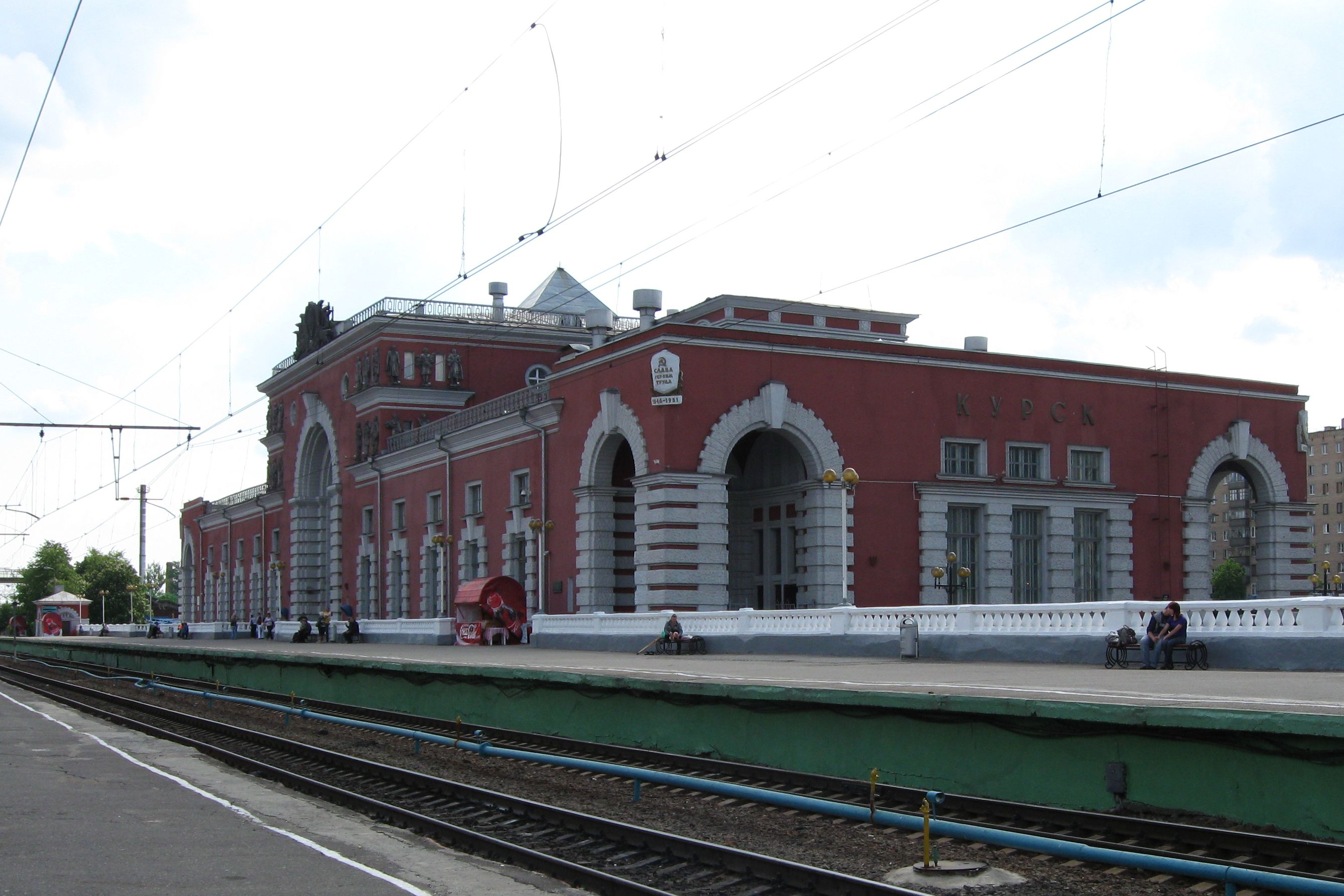
Вокзал ст. Курск

- Вокзал в Курске. Принят на основе конкурса, строительство 1948—1952 гг.

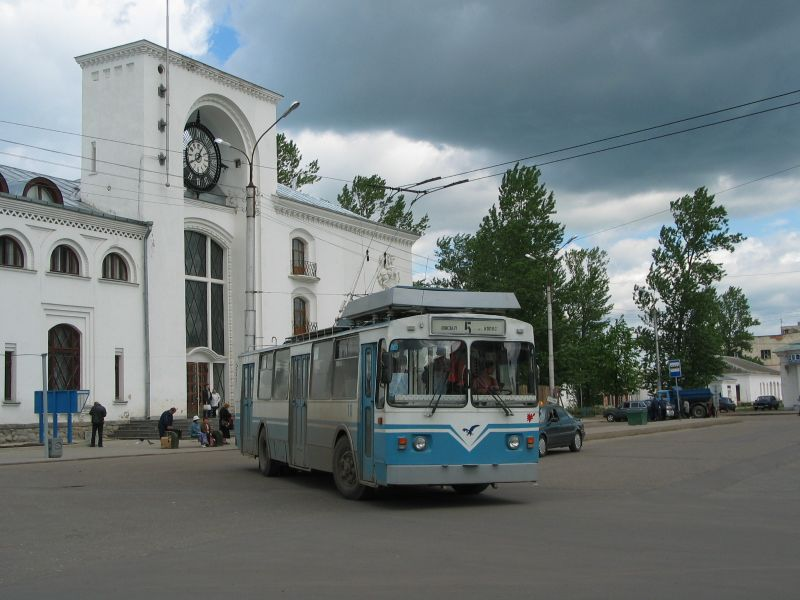
Вокзал Новгорода

- Вокзал в Новгороде. Принят на основе конкурса, строительство 1948—1953 гг.
- Проект морского вокзала в Ленинграде. Конкурсный проект, третья премия
- Проект курортного вокзала на ст. Майори (Латвия), 1976 г.
- Курортный вокзал на ст. Дубулты (Латвия). Построен в 1977 г.

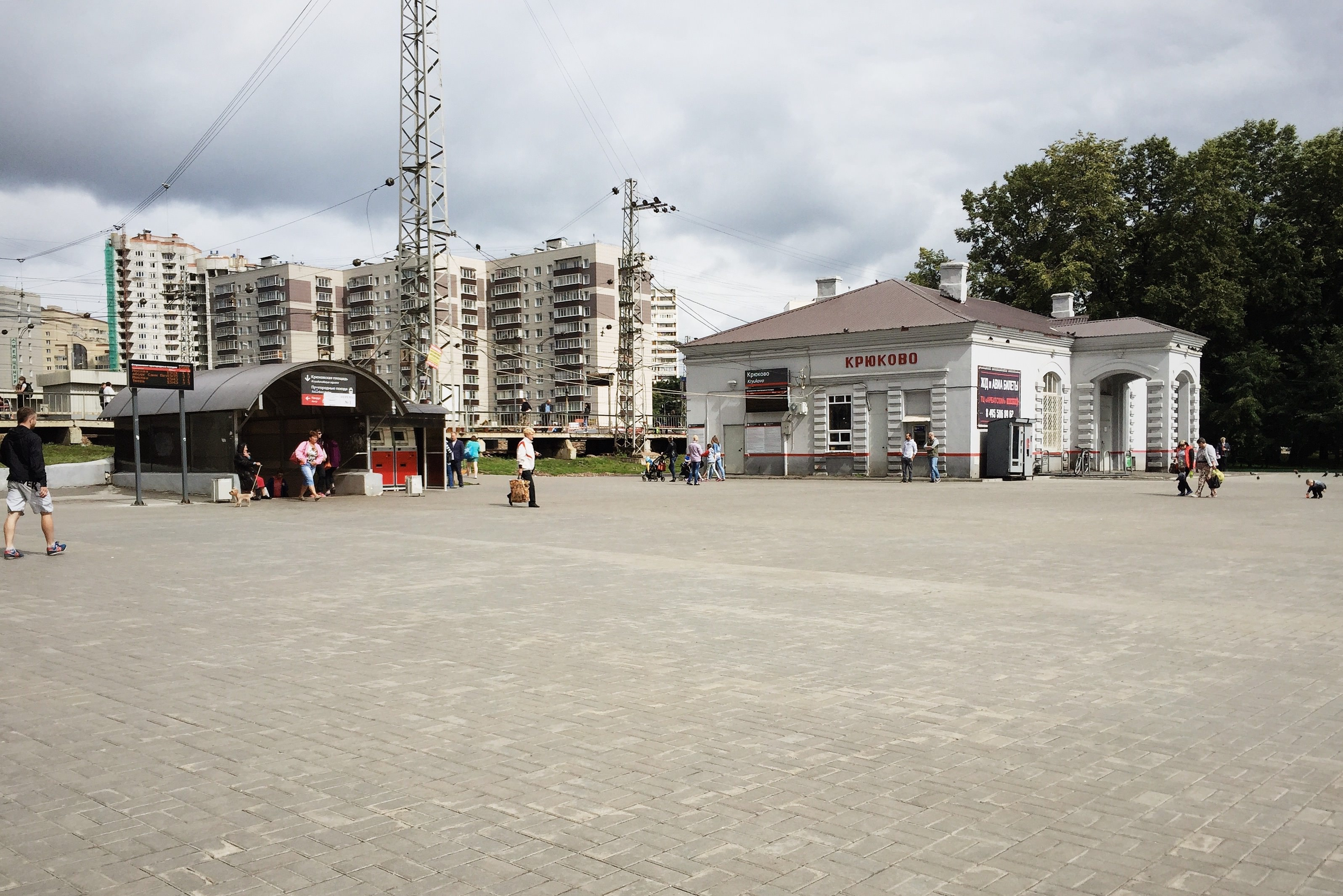
Вокзал ст. Крюково

- Один из типовых проектов небольших вокзалов для восстановления после Великой Отечественной войны (например, Крюково, 1951 года)[5].

## Публикации И. Г. Явейна
- Архитектура железнодорожных вокзалов. — М., 1938.
- Вокзал и площадь — узел единой транспортной системы страны // Архитектура СССР. 1961. № 3.
- Вопросы проектирования железнодорожных вокзалов: Автореферат диссертации на соискание ученой степени доктора архитектуры. — Л., 1964.

## Семья
Отец — Георгий Юльевич Явейн (1863, Петербург — 30 августа 1920, Нарва) — врач-эпидемиолог, профессор, заведующий отделением Императорского клинического института Великой княгини Елены Павловны (ныне СПбМАПО), почетный профессор Рижского, Дерптского и Софийского университетов.
Мать — Поликсена Несторовна Шишкина-Явейн (1875—1947) — российская феминистка, общественная деятельница, председательница Всероссийской лиги равноправия женщин.
Сыновья:
- Явейн, Никита Игоревич (род. 1954) — российский архитектор, заслуженный архитектор России, член-корреспондент Российской академии архитектуры и строительных наук;
- Явейн, Олег Игоревич (род. 1948) — российский архитектор, профессор Московского архитектурного института.

Дочь:
- Явейн-Рощина, Нонна Игоревна (род. 1933).

## Память
В 2020 году в рамках просветительского проекта «Сохранённая культура» в Санкт-Петербурге был снят документальный фильм-расследование «Архитектура блокады», посвященный маскировке Ленинграда в годы Великой Отечественной войны. Главными героями фильма стали ленинградские архитекторы, оставшиеся в городе во время блокады. Среди них — главный архитектор Ленинграда Николай Баранов, его заместитель Александр Наумов и руководитель Государственной инспекцией по охране памятников архитектуры в Ленинграде (ныне — КГИОП Санкт-Петербурга) Николай Белехов, а также теоретик и практик транспортной архитектуры Игорь Явейн — в годы войны он занимался маскировкой многочисленных ленинградских вокзалов.
Автором идеи и продюсером проекта выступил внук архитектора Александра Наумова, петербургский юрист и ученый Виктор Наумов, режиссёр — Максим Якубсон. В съемках фильма приняли участие сыновья Игоря Явейна — современные петербургские архитекторы Олег и Никита Явейны.
Премьера фильма состоялась в петербургском киноцентре «Дом кино» 27 января 2020 года — в День полного освобождения Ленинграда от фашистской блокады.